# Edmund S. Morgan
Pour les articles homonymes, voir Morgan.
Edmund Sears Morgan (né le 17 janvier 1916 à Minneapolis (Minnesota) et mort le 8 juillet 2013  à New Haven Connecticut), est un historien américain, spécialiste de l'histoire coloniale des États-Unis et professeur émérite de l'université Yale de 1955 à 1986. Son ouvrage Inventing the People: The Rise of Popular Sovereignty in England and America (1988) remporta le prix Bancroft de l'université Columbia. Il écrivit les biographies d'Ezra Stiles, Roger Williams et Benjamin Franklin. 

## Œuvres
- Virginians at Home: Family Life in the Eighteenth Century (1952)
- The Stamp Act Crisis: Prologue to Revolution (1953), avec Helen M. Morgan
- The Birth of the Republic, 1763-89 (1956)
- The Puritan Dilemma: The Story of John Winthrop (1958)
- The American Revolution: A Review of Changing Interpretations (1958)
- The Mirror of the Indian (1958)
- Editor, Prologue to the Revolution: Sources and Documents on the Stamp Act Crisis, 1764-1766 (1959)
- The National Experience: A History of the United States (1963) coauteur
- Visible Saints: The History of a Puritan Idea (1963)
- Editor, The Founding of Massachusetts: Historians and the Sources (1964)
- The American Revolution: Two Centuries of Interpretation (1965)
- Puritan Political Ideas, 1558-1794 (1965)
- The Diary of Michael Wigglesworth, 1653-1657: The Conscience of a Puritan (1965)
- The Puritan Family (1966)
- Roger Williams: The Church and the State (1967)
- So What about History? (1969)
- American Slavery, American Freedom: The Ordeal of Colonial Virginia (1975)
- The Meaning of Independence: John Adams, George Washington, and Thomas Jefferson (1976)
- The Genius of George Washington (1980)
- The Gentle Puritan: A Life of Ezra Stiles, 1727-1795 (1984)
- Inventing the People: The Rise of Popular Sovereignty in England and America (1988)
- Benjamin Franklin (2002)
- The Genuine Article: A Historian Looks at Early America (2004), recueil d'articles